# Крайний (Могилёвская область)
Кра́йний (бел. Кра́йні) — посёлок в составе Ланьковского сельсовета Белыничского района Могилёвской области Республики Беларусь. Располагается около озера Вейня.

## Население
- 2010 год — 9 человек